# جسی هوتا گالونگ
 جسی هوتا گالونگ (انگلیسی: Jesse Huta Galung؛ زادهٔ ۶ اکتبر ۱۹۸۵) یک تنیس‌باز اهل هلند است.